# Diario de Aragón
El Diario de Aragón fue un periódico español publicado en Zaragoza en 1936. 

## Historia
Nació en febrero de 1936, en vísperas de las elecciones generales que darían la victoria al Frente Popular. De línea editorial republicana y de izquierdas, mantuvo una postura favorable al partido Izquierda Republicana. Sin embargo, el Diario de Aragón tuvo una existencia corta. En julio de 1936, tras el estallido de la Guerra civil, la publicación fue incautada por las fuerzas sublevadas y dejó de editarse. En su lugar pasó a editarse el diario falangista Amanecer.